# 箕子陵

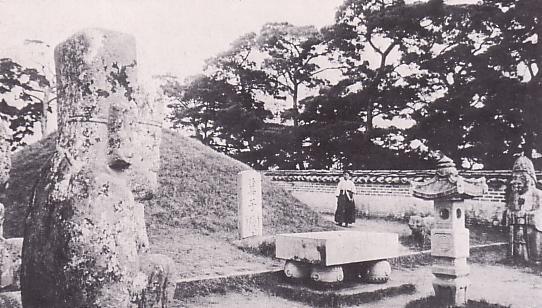
箕子陵（攝於日治時期）

箕子陵是古代高麗國為紀念箕子而建的陵墓，原址位於今日朝鮮民主主義人民共和國平壤牡丹峰脚下，至今已无存。
1102年，高麗肅宗接受礼部的建议，访查箕子埋葬的地点。最终认定箕子埋葬于牡丹峰下，肃宗便为箕子修筑了陵墓，又在旁边建立箕子廟以进行祭祀。不过，中國古代地理著作《水經注》記載：「杜預曰：梁國蒙縣北有薄伐城，城中有成湯塚，其西有箕子塚。」若根据记载来推断，平壤的箕子陵不是真正埋葬箕子的地方，而仅仅是箕子的衣冠冢。
朝鲜半岛历代君主都对箕子陵进行定期祭祀，并进行过数次修缮。箕子陵与乙密台、七星门、浮碧楼毗邻，成为古代平壤著名的景观之一。
1959年春季，为了建设牡丹峰青年公园，金日成下令将箕子陵拆毀。金日成认为，箕子入朝鲜是“为了借口侵略古朝鲜”而“凭空捏造”出来的事件，“把朝鲜民族看成箕子的后裔是对具有五千年悠久历史的我们民族的侮辱。”根据朝鲜民主主义人民共和国官方的说法，箕子陵中没有发现箕子遗骨和任何相关文物，不过并未作任何发掘报告。